# Poizdów-Kolonia
Poizdów-Kolonia – wieś w Polsce położona w województwie lubelskim, w powiecie lubartowskim, w gminie Kock.
| SIMC    | Nazwa        | Rodzaj  |
| ------- | ------------ | ------- |
| 0383320 | Ług          | kolonia |
| 0383337 | Mostkowy Dół | kolonia |

W latach 1975–1998 miejscowość administracyjnie należała do ówczesnego województwa lubelskiego.
Wieś stanowi sołectwo gminy Kock. Według Narodowego Spisu Powszechnego (III 2011 r.) wieś liczyła 267 mieszkańców.
Wierni Kościoła rzymskokatolickiego należą do parafii Narodzenia św. Jana Chrzciciela w Poizdowie.
W czasie wojny obronnej 1939 r. w okolicach wsi miały miejsce działania zbrojne Samodzielnej Grupy Operacyjnej „Polesie” i epizody bitwy pod Kockiem